# 匙叶栀子
匙叶栀子（学名：Gardenia angkorensis）为茜草科栀子属下的一个种。

## 扩展阅读
- 維基物種上的相關：匙叶栀子